# 2002 en cyclisme
| Années du cyclisme : 1999 - 2000 - 2001 - 2002 - 2003 - 2004 - 2005    |
| Décennies du cyclisme : 1970 - 1980 - 1990 - 2000 - 2010 - 2020 - 2030 |

Les faits marquants de l'année 2002 en cyclisme.

## Par mois

### Avril
- 14 avril :
  - la centième édition de Paris-Roubaix est remportée par le Belge Johan Museeuw, dont c'est la troisième et dernière victoire sur cette course ;
  - l'Union cycliste internationale inaugure le Centre mondial du cyclisme à Aigle en Suisse. À cette occasion, elle publie un « Hall of Fame » comprenant 44 coureurs, afin d'honorer les personnes « qui par leurs actes héroïques ou leur personnalité ont grandement contribué à la gloire et au développement du sport cycliste de par le monde[1]. »

## Principaux décès
- 26 janvier : Gustaaf Deloor, cycliste belge. (° 24 juin 1913).
- 21 août : Oscar Plattner, cycliste suisse. (° 17 février 1922).
- 31 décembre : Flaviano Vicentini, cycliste italien. (° 21 juin 1942).